# マイシート
マイシートは、かつて西日本鉄道（西鉄）が計画した着席通勤バスサービスの名称。実際には運行開始に至らなかった。

## 概要
マイカーからバスへの転移を促し、バスの活性化を図る目的で、1988年秋に新しいタイプの通勤バスサービスとして計画された、JRのホームライナーと同様の座席定員制のバスである。
運行区間は以下の路線が選ばれた。いずれの区間も、運行は1日1往復で、朝は午前8時台前半に博多駅に到着し、夕方は18時台に博多駅を出発するという設定であった。夕方の下り便も、朝方の上り便と同様の設定になっているのが大きな特徴である。
- 東郷駅日の里口・日の里団地・若木台団地・久保団地 -（福岡都市高速1号線）- 中洲・天神 ・博多駅
（39.2km・赤間自動車営業所担当）
  - 東郷駅7時20分発→博多駅8時15分着
  - 博多駅18時15分発→東郷駅19時10分着
- 野方・壱岐団地・室住団地 -（国道202号線バイパス）- 天神・東中洲・博多駅
（12.9km・壱岐自動車営業所担当）
  - 野方7時30分発→博多駅8時20分着
  - 博多駅18時30分発→野方19時20分着

使用車両は福岡 - 小倉間の高速バス「福北ライン」（ひびき号・ひきの号・なかたに号）と同一仕様で、2列-1列のハイデッカー車両が使用されることになっていた。いずれの路線も、「マイシート」で出庫し、福岡に到着後に「福北ライン」に入り、夕方に「マイシート」で入庫するという運用が設定されることになっていた。それまで、福岡 - 小倉間の高速バスは福岡中央自動車営業所と小倉自動車営業所が担当していたが、「マイシート」の導入に伴い、赤間自動車営業所と壱岐自動車営業所も運行に携わることになった。
座席指定料金としては、マイシート料金として1ヶ月13500円（1ヶ月片道だけであれば7500円）を運賃に上乗せする形態をとり、予約を行なった利用者には「マイシート・バスカード」を発行、これを乗車時に提示する方式とした。空席のある場合は1回だけの利用も可能で、この場合のマイシート料金は500円と設定された。

## 運行中止

### 直前まで予約ゼロ
1988年10月27日に運行申請を行い、1989年2月1日運行開始の予定で準備が進められた。
しかし、利用者の反応はほとんどなく、運行開始直前になっても予約数がゼロという状態であったため、やむを得ず西鉄バスでは当日朝に「マイシート」の運行中止を決定した。

### 失敗の要因
失敗の要因として、鈴木文彦は自著の中で以下のように分析している。
別料金を支払うほどの魅力に乏しかった。例えば、壱岐団地近隣の野方には壱岐自動車営業所が存在するため始発便があり、日の里団地でも始発便が設定されているため、座れる確率は高い。着席バス通勤というだけなら通常バスでも可能である。
1日1往復という本数が利用者の行動パターンに合致しない。片道だけであったとしても、1便だけでは行動パターンに合うとは限らない。通勤客の大半が集中する朝はともかく、夕方の帰り便が1便だけとなると、その時刻に合わせて帰宅できる通勤客は朝より必然的に少なくなるため、利用者の多様な行動パターンに合わなかった。
追加料金に割高感がある。壱岐団地を例にすると、通勤定期券が1ヶ月15750円（1989年当時）であるのに対し、1ヶ月の往復マイシート料金13500円というのは、単純に考えれば定期券代が1.8倍になることになる。仮に1ヶ月に20日の通勤とすると、1回あたり337円ということになるが、これは片道普通運賃とあまり変わらない。当日1回限りの利用料金は500円と、この区間の普通運賃よりも高かった。
事前予約制自体に問題があった。1回あたり300円台ならコーヒー1杯分程度でさほど割高感はなく、当日売り主体で300円台の追加料金であれば、より多くのニーズに応えられた可能性はある。

## その後
運行中止の決定直後、西鉄では「内容を再検討の上、再度運行計画を立案する」としていたが、その後着席定員制の通勤バスの運行計画は、白紙のままとなってしまった。
なお、高速バス車両や同等の車両を活用した着席定員制の通勤バス自体は、両備バスの「玉野渋川特急バス」や川中島バスが運行する松代から長野までノンストップの「通勤ライナー松代」など、いくつか実施例がある。いずれも着席料金などの設定はない。